# Dimitrova, Cantemir
Dimitrova este un sat din cadrul comunei Cîietu din raionul Cantemir, Republica Moldova.

## Demografie

### Structura etnică
Structura etnică a localității conform recensământului populației din 2004:
| Grup etnic                                               | Populație | % Procentaj  |
| -------------------------------------------------------- | --------- | ------------ |
| Băștinași declarați Moldoveni Băștinași declarați Români | 301 1     | 67,19% 0,22% |
| Bulgari                                                  | 137       | 30,58%       |
| Găgăuzi                                                  | 8         | 1,79%        |
| Ruși                                                     | 1         | 0,22%        |
| Total                                                    | 448       |              |